# 쌍곡면

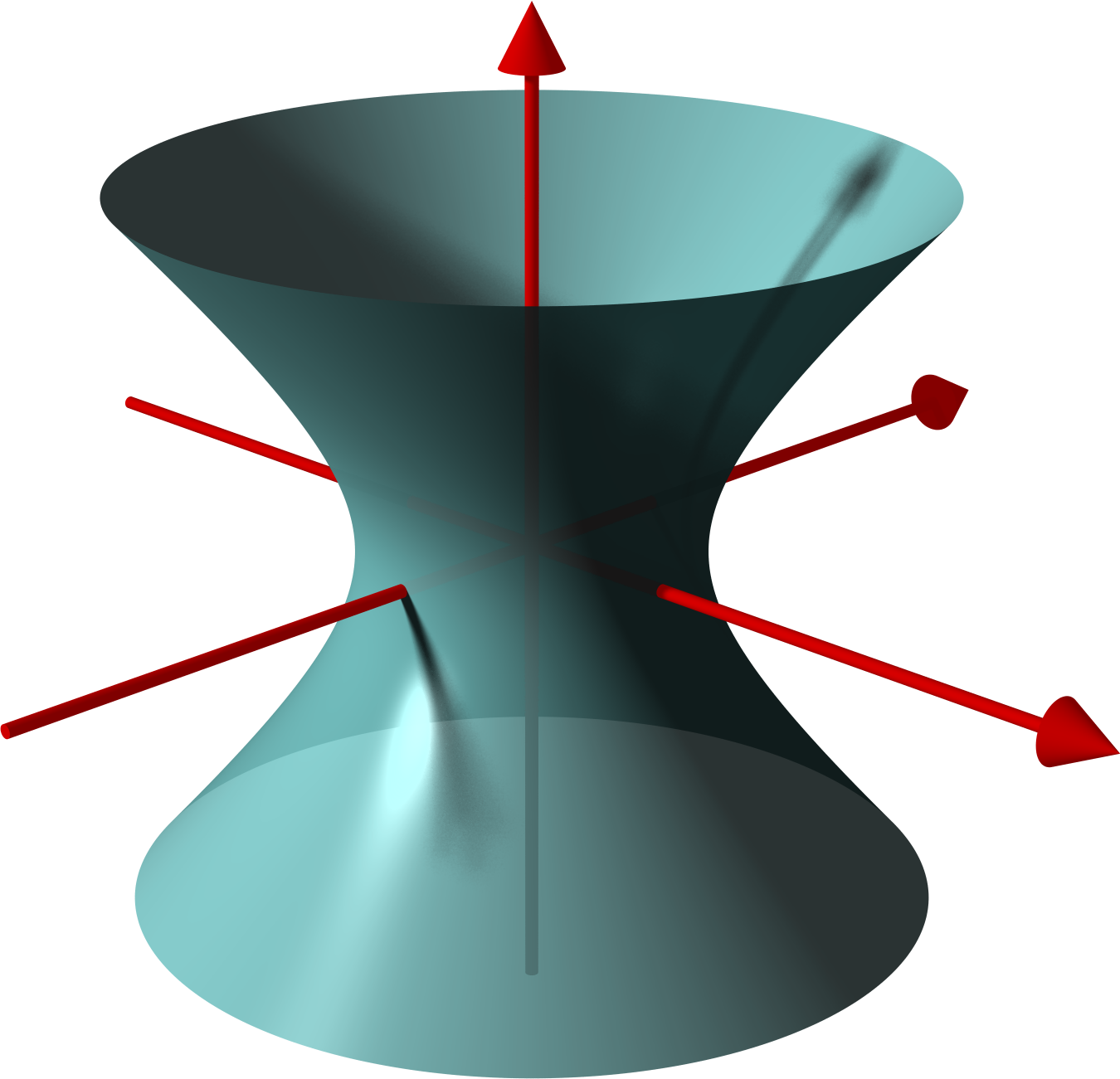

쌍곡면(雙曲面, Hyperboloid)은 쌍곡선을 회전한 곡면이다.
주축 중 하나를 중심으로 쌍곡선을 회전시켜 생성된 표면이다. 쌍곡면은 회전 쌍곡면에서 방향 스케일링 또는 보다 일반적으로는 아핀 변환을 통해 변형하여 얻은 표면이다.
쌍곡면은 2차 곡면, 즉 3개의 변수에서 2차 다항식의 0 집합으로 정의되는 곡면이다. 4차 곡면 중 쌍곡면은 원뿔이나 원기둥이 아닌 대칭 중심을 가지며 많은 평면과 교차하여 쌍곡선이 되는 특징이 있다. 쌍곡면은 세 쌍의 수직 대칭 축과 세 쌍의 수직 대칭 평면을 가지고 있다.

## 같이 보기
- 더시터르 공간
- 타원면